# 국제 무역 협회
국제무역협회 (FITA)는 1984년에 설립되었다. 국제무역협회는 미국, 멕시코, 캐나다의 협회들의 역할을 강화하여 국제 무역을 육성한다.
인터넷상에서 국제무역협회의 웹사이트, 국제 무역/ 수입-수출 포탈은 국제 무역가들을 위한 무료 정보와 자료의 원천이다. 이 사이트에는 국제 무역관련 웹사이트(400여 개의 무역 거래알선 사이트를 포함) 8,000여 개와 국제 무역과 시장에 대한 웹사이트의 도움말과 기사를 실은 격주간 발행 뉴스 레터인 "국제무역전문가들을 위한 실용 자원"이 연결되어 있다.
미국 상무부와 영국의 무역 및 투자진흥청(UKTI)은 FITA와 GlobalTrade.net에 시장조사 및 기타 보고서를 기고하는 정부-민간 파트너쉽(PPP)을 계약하였다. NASBITE 인터내셔널, 유럽 국제 비즈니스 아카데미 및 기타 협회들과도 유사한 계약이 효력을 발생한다.

## 시장보고서와 국가별 비즈니스 프로필
2009년 국제 무역협회 연맹은 미국 상무부와 미국 상무부 무역 촉진의 오른팔인 정부-민간 파트너쉽을 체결하여 GlobalTrade.net에 미국상무부의 시장연구에 대한 출판물을 출간하도록 승인하였다. 2010년 8월에 영국 무역 및 투자 진흥청과 또 다른 유사한 PPP를 체결하였다.
GlobalTrade.net은 국제무역 전문가들이 자기의 기사를 게재할 수 있는 지식의 보고인데 콘텐츠는 편집 팀에 의해 심사된다. 콘텐츠에는 국제 무역 전문가들의 분석, 시장 조사, 조언, 백서, 국가 프로필, 전문가의 견해, 웹 세미나, 뉴스 흐름, 비디오 자습서와 프리젠테이션이 포함되어 있다.

## 국제 무역 서비스 제공자들의 데이터베이스
시장조사 및 기타 전문가 콘텐츠의 출판과 함께 GlobalTrade.net에는 수입 및 수출업자들에게 유용한 국제 무역 서비스 제공자들의 무료 데이터베이스가 있다. 사이트의 국제 무역 서비스 제공자에는 국제적인 운영을 위한 국제 마케팅 컨설턴트, 무역 금융회사, 은행, 화물 운송자, 품질관리회사, 변호사, 회계사, 통관 중개인, 국제 무역 강사 및 보험사업자들이 속한다. GlobalTrade.net에서는 국제 무역 서비스 제공자들이 개인 프로필 작성과 국제 무역시장과 접촉을 쉽게 할 수 있으며 전문가들과 세계 무역 서비스 제공자들이 게재한 모든 내용들을 심사한다. GlobalTrade.net는 2010년 11월 15일 개통하였다.
전문가들은 웹사이트를 이용하여 국제 무역 운영을 위한 정보와 세계 무역 서비스 제공자들을 검색한다. 중국, 미국, 인도, 영국과 싱가포르는 현재 가장 인기 있는 나라들이다. 서비스 제공자 카테고리에는 법, 무역 지원 조직, 운송 및 물류, 세금 및 회계, 마케팅 및 커뮤니케이션, 판매 및 유통과 여행 서비스가 포함된다.
FITA는 세개의 주요 B2B 시장들과 제휴협정을 체결하였는데, Alibaba.com, Kompass 및 Thomasnet은bridgat.com에서 각각 순위가 1, 13, 18이다 (2010년11월).

## 같이 보기
- 국제 무역
- 수출
- 수입